# Barbosa (Antioquia)
Barbosa ist eine Gemeinde (Municipio) im Departamento Antioquia in Kolumbien. Barbosa liegt in der Metropolregion von Medellín, der Metropolregion Valle de Aburrá.

## Geographie
Barbosa liegt in Antioquia in der Subregion Valle de Aburrá, 36 km von Medellín entfernt, auf einer Höhe von 1300 m ü. NN. Die Gemeinde grenzt im Osten an Santo Domingo, im Westen an Girardota, im Norden an Donmatías und im Süden an Concepción und San Vicente. Der urbane Bereich, die eigentliche Stadt, liegt am rechten Flussufer des Río Medellín.

## Bevölkerung
Die Gemeinde Barbosa hat 56.053 Einwohner, von denen 26.064 im städtischen Teil (cabecera municipal) der Gemeinde leben.(Stand: 2022).

## Geschichte
Barbosa wurde 1795 gegründet und erhielt 1812 den Status einer Gemeinde.

## Wirtschaft
Der wichtigste Wirtschaftszweig von Barbosa ist die Industrie. Insgesamt sind in der Stadt 80 Firmen angesiedelt. Zudem spielt die Landwirtschaft eine wichtige Rolle. Die Fernstraße I-62 (Medellín–Tunja) führt an der Stadt vorbei.

## Söhne und Töchter
- Juan Fernando Franco Sánchez (* 1975), katholischer Geistlicher, Bischof von Caldas